# Campylocia dochmia
Campylocia dochmia is een haft uit de familie Euthyplociidae. De wetenschappelijke naam van de soort is voor het eerst geldig gepubliceerd in 1961 door Berner & Thew.
De soort komt voor in het Neotropisch gebied.